# نوانکو کانو
نوانکو کانو (هلندی: Nwankwo Kanu؛ زادهٔ ۱ اوت ۱۹۷۶) یا به صورت ساده کانو، بازیکن فوتبال اهل نیجریه است.

## باشگاهی
از باشگاه‌هایی که در آن بازی کرده‌است می‌توان به آژاکس، اینتر میلان، آرسنال، وست برومویچ آلبیون و پورتسموث اشاره کرد.

## تیم ملی
وی همچنین در تیم ملی فوتبال نیجریه بازی کرده‌است

## افتخارات

### باشگاهی
آژاکس
- لیگ برتر فوتبال هلند: ۹۴–۱۹۹۳، ۹۵–۱۹۹۴، ۹۶–۱۹۹۵
- لیگ قهرمانان اروپا: ۹۵–۱۹۹۴
- سوپرجام اروپا: ۱۹۹۵
- جام بین قاره‌ای: ۱۹۹۵

اینتر میلان
- لیگ اروپا: ۹۸–۱۹۹۷

آرسنال
- لیگ برتر فوتبال انگلستان: ۰۲–۲۰۰۱، ۰۴–۲۰۰۳
- جام حذفی فوتبال انگلستان: ۰۲–۲۰۰۱، ۰۳–۲۰۰۲
- جام خیریه انگلستان: ۱۹۹۹

پورتسموث
- جام حذفی فوتبال انگلستان: ۰۸–۲۰۰۷

### ملی
نیجریه
- جام جهانی فوتبال زیر ۱۷ سال: ۱۹۹۳
- فوتبال در بازی‌های المپیک تابستانی: ۱۹۹۶
- جام ملت‌های آفریقا–آسیا: ۱۹۹۵
- جام ملت‌های آفریقا: نایب قهرمان ۲۰۰۰

### فردی
- بازیکن فوتبال سال آفریقا: ۱۹۹۶، ۱۹۹۹[۴]